# Antipatharia

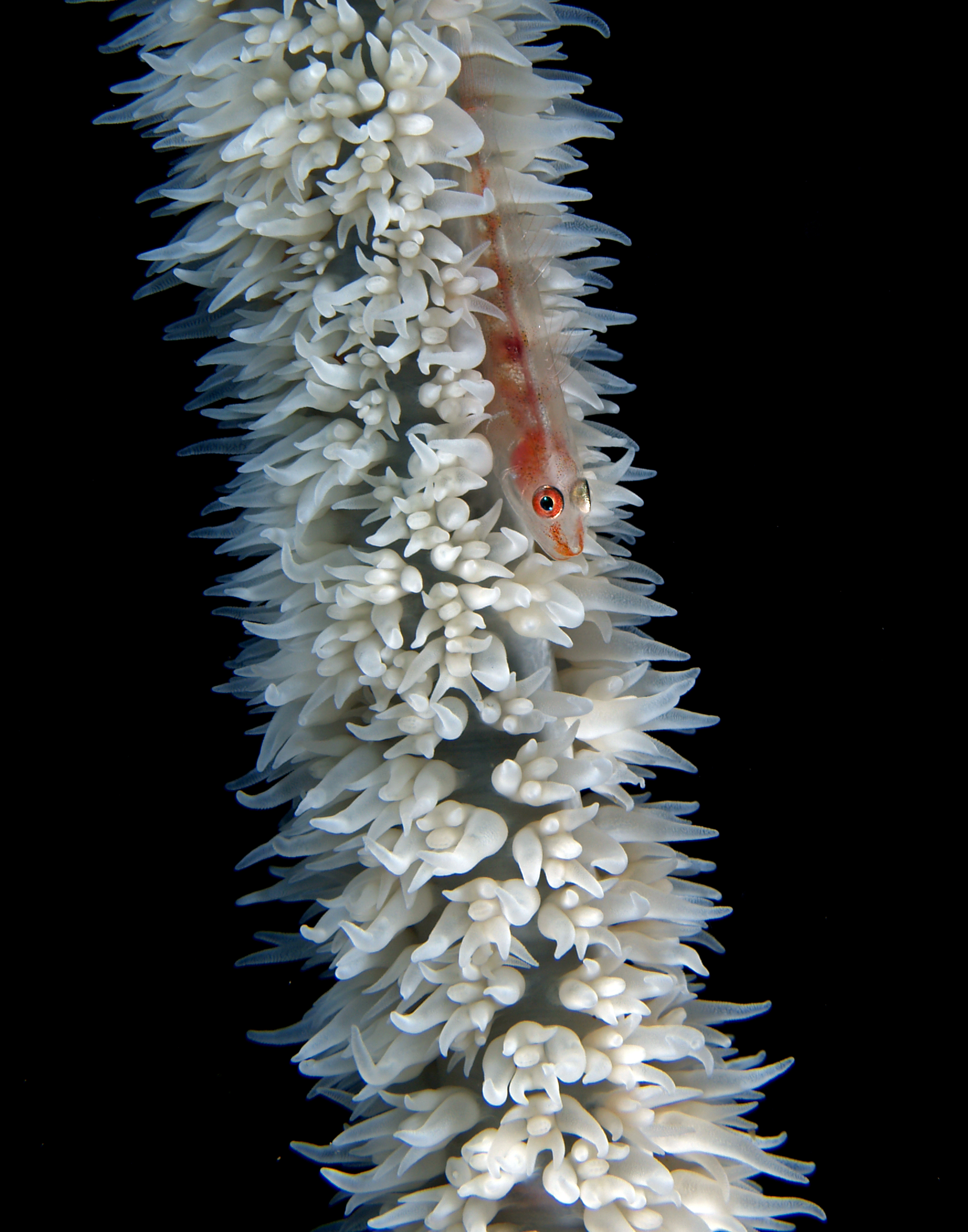
Gobio enano Bryaninops yongei en coral alambre Cirrhipathes.

Los antipatarios (Antipatharia), también conocidos como corales negros, por el color de sus esqueletos, son un orden de cnidarios antozoos relacionados con las anémonas de mar, ya que ambos pertenecen a la subclase Hexacorallia, y comparten una simetría hexameral en su estructura anatómica.
Su aspecto recuerda a un arbusto. Sus tejidos vivos son intensamente brillantes. Quizá una de las especies más conocida es Antipathella subpinnata o Antipathes subpinnata.
El coral negro está listado en el Apéndice II de la Convención del Tratado Internacional de Especies en Riesgo de Extinción (CITES). Vive en aguas profundas, por lo cual ha sobrevivido a la sobre pesca, ya que es utilizado en joyería.

## Taxonomía
La organización taxonómica de las especies, géneros, familias, órdenes y subclases de la clase Anthozoa viene siendo, desde el siglo XIX, materia apasionante para los científicos. Dado el que se vienen descubriendo y describiendo gran cantidad de nuevas especies, y, a que la observación de las mismas mediante análisis mitocondriales y por reacción en cadena de la polimerasa, revelan resultados que obligan a reclasificar muchas de ellas.
Actualmente, hay un mayor consenso entre taxonomistas en la clasificación, aceptada así mismo por el Registro Mundial de Especies Marinas, WoRMS en inglés, que sitúa los géneros y familias enmarcados inicialmente en la subclase Ceriantipatharia, en dos órdenes de Hexacorallia: Ceriantharia y Antipatharia.
La actual clasificación taxonómica incluye 40 géneros y 235 especies.

## Morfología
Este orden está compuesto de antozoos coloniales sin esqueleto calcáreo, caracterizados por un esqueleto, o corallum, compuesto de la proteína antipatharin. El esqueleto es secretado por el tejido epitelial axial de los pólipos en capas concéntricas alrededor de un pequeño núcleo central.
Otras características distintivas de las especies del orden son las espinas que recubren el esqueleto o axis, que pueden tener formas diferentes, y cuyos tamaños son entre 0,02 y 1 mm de largo; así como la ausencia de escleritos o espículas, tanto en el esqueleto, como en el tejido de la colonia.

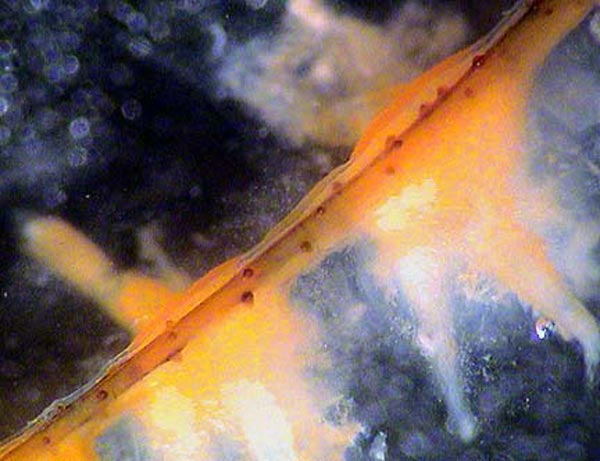
Obsérvense las espinas del esqueleto.
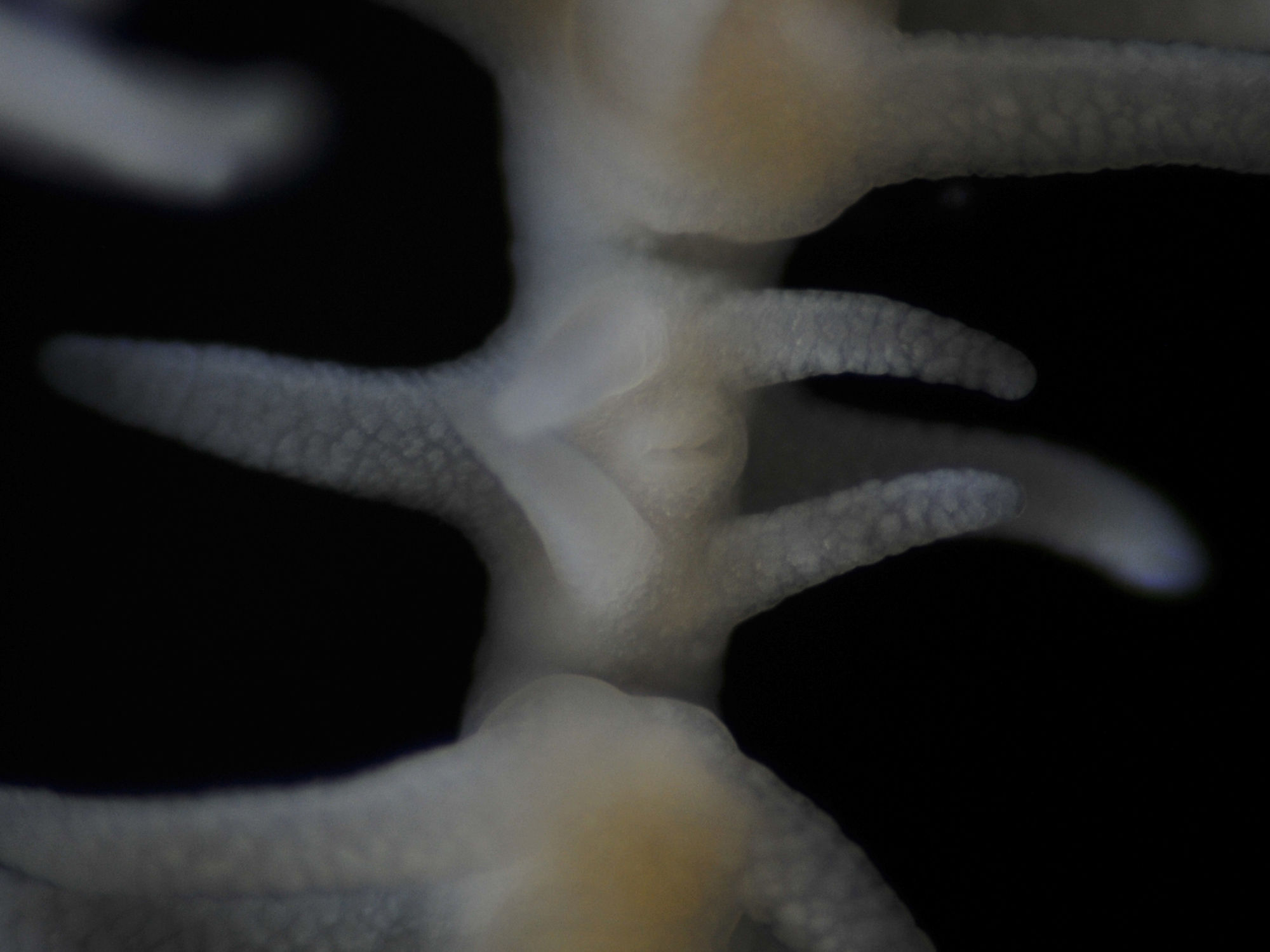
Pólipo de Leiopathes, con sus dos tentáculos mayores.

Las colonias pueden ser sin ramificar, a modo de tallo erecto o en forma de espirales; o ramificadas, bien en forma arbustiva, flabeliforme o simétricamente pinnadas. Algunos ejemplares alcanzan más de 6 m de alto, conteniendo decenas de miles de pólipos.
Los pólipos tienen forma redondeada, alargada o comprimida hacia el axis o rama del corallum. Miden unos pocos milímetros, entre 0,5 y 9 mm, y máximo 1 cm de diámetro, y poseen 6 tentáculos simples no retráctiles, aunque sí contráctiles; pueden tenerlos en múltiplos de 6, hasta 24. Dos de los tentáculos, que corresponden con el eje de simetría de la boca, son el doble de tamaño que los cuatro restantes.
También tienen 6 mesenterios (divisiones de la cavidad gastrovascular) primarios, y 0, 4 o 6 mesenterios secundarios.
El número de mesenterios, y la morfología del corallum, los pólipos y las espinas axiales, son las características taxonómicas usadas en su clasificación.
Los pólipos pueden ser de color blanco, gris, verde, amarillo, naranja, marrón o rojo. El esqueleto puede ser de color negro, marrón o marrón rojizo.
Alguna de sus especies, como Leiopathes glaberrima, sometida al test de carbono 14 ha evidenciado en algunos individuos una antigüedad de más de 4000 años. Situándola entre las especies animales de mayor expectativa de vida conocidas, ya que los siguientes organismos marinos vivos de mayor edad conocida son especímenes del género de "coral dorado" Gerardia, con 2390 años, y, a continuación almejas, con unos pocos cientos de años.

## Hábitat y distribución
Se encuentran en todas las cuencas oceánicas, tanto del Atlántico, como del Indo-Pacífico; en aguas tropicales, subtropicales, y frías; y desde Groenlandia a la Antártida.
Desde 2,5 a 8.600 m de profundidad. La mayoría se localizan a más de 100 m de profundidad. Su rango de temperatura está entre −0.55 y 28.95 °C.
Estos corales sirven de hábitat para comunidades complejas de diversos peces e invertebrados, lo que supone un motivo más para considerar su importancia en los ecosistemas marinos.

## Galería

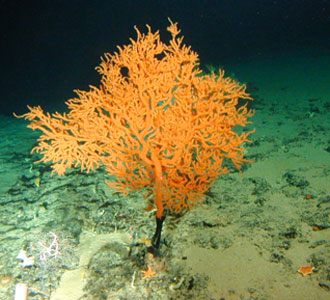
Leiopathes
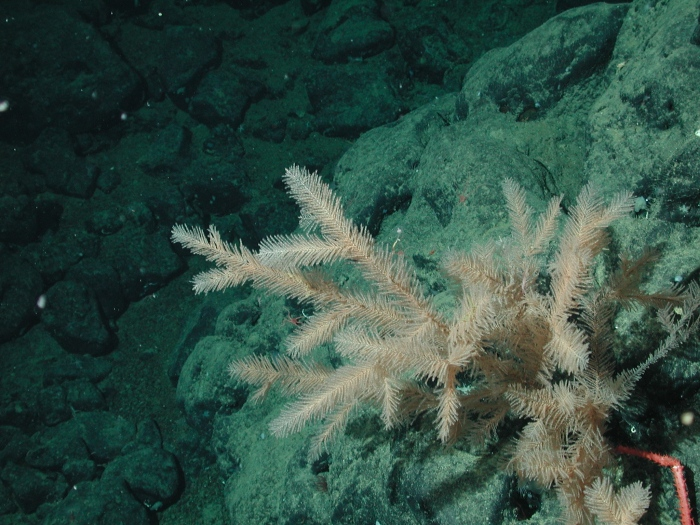
Antipathes
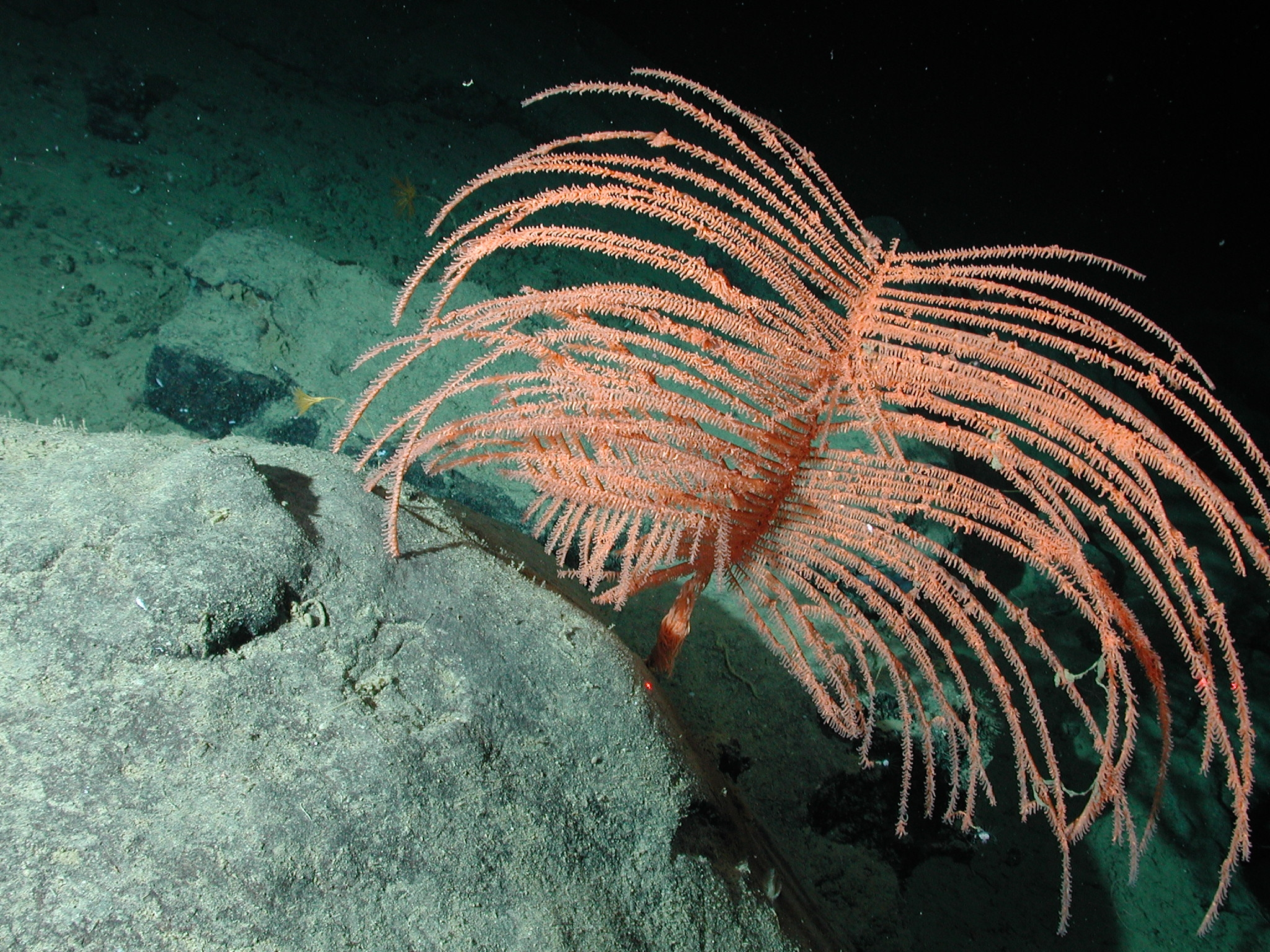
Bathypathes
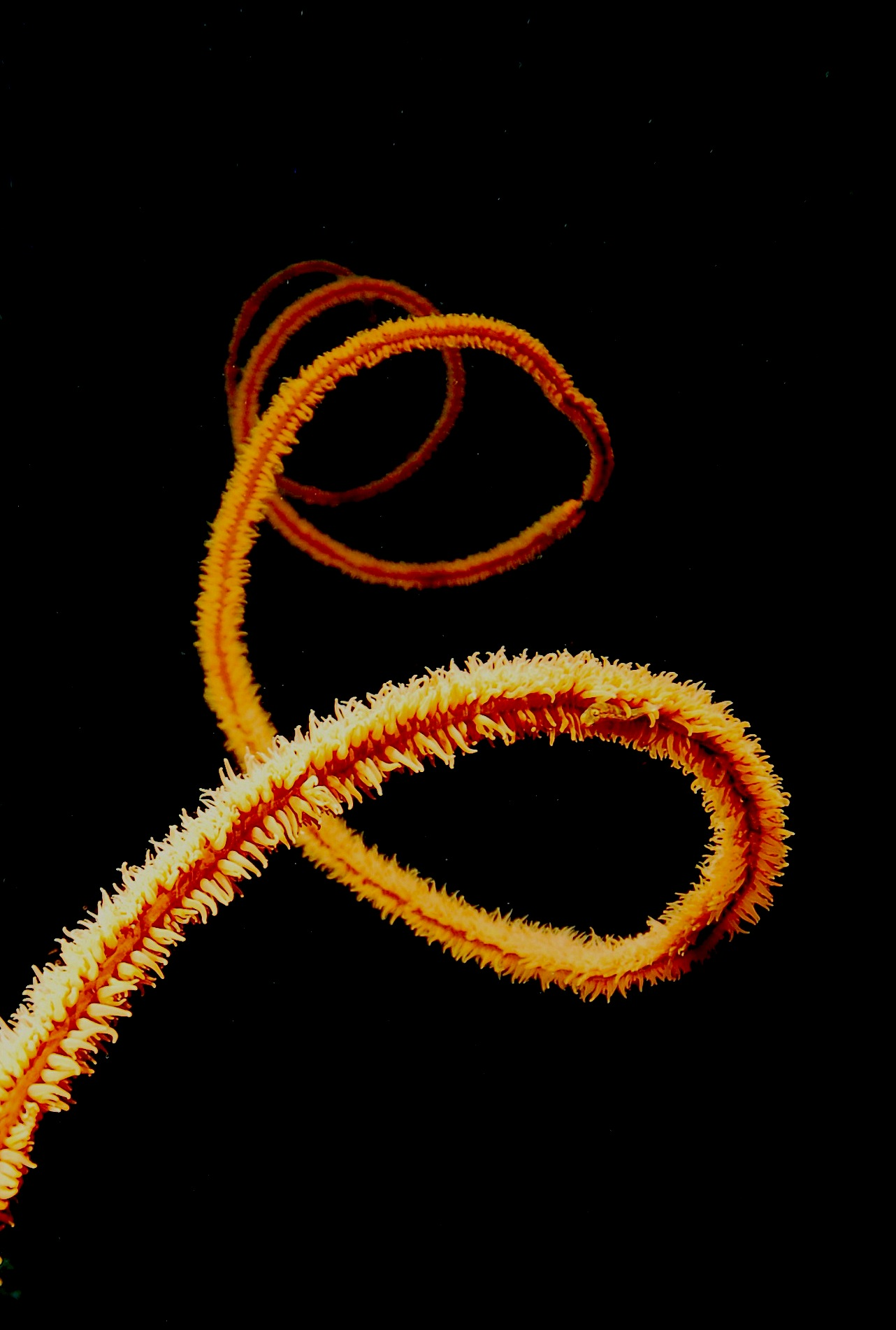
Cirrhipathes
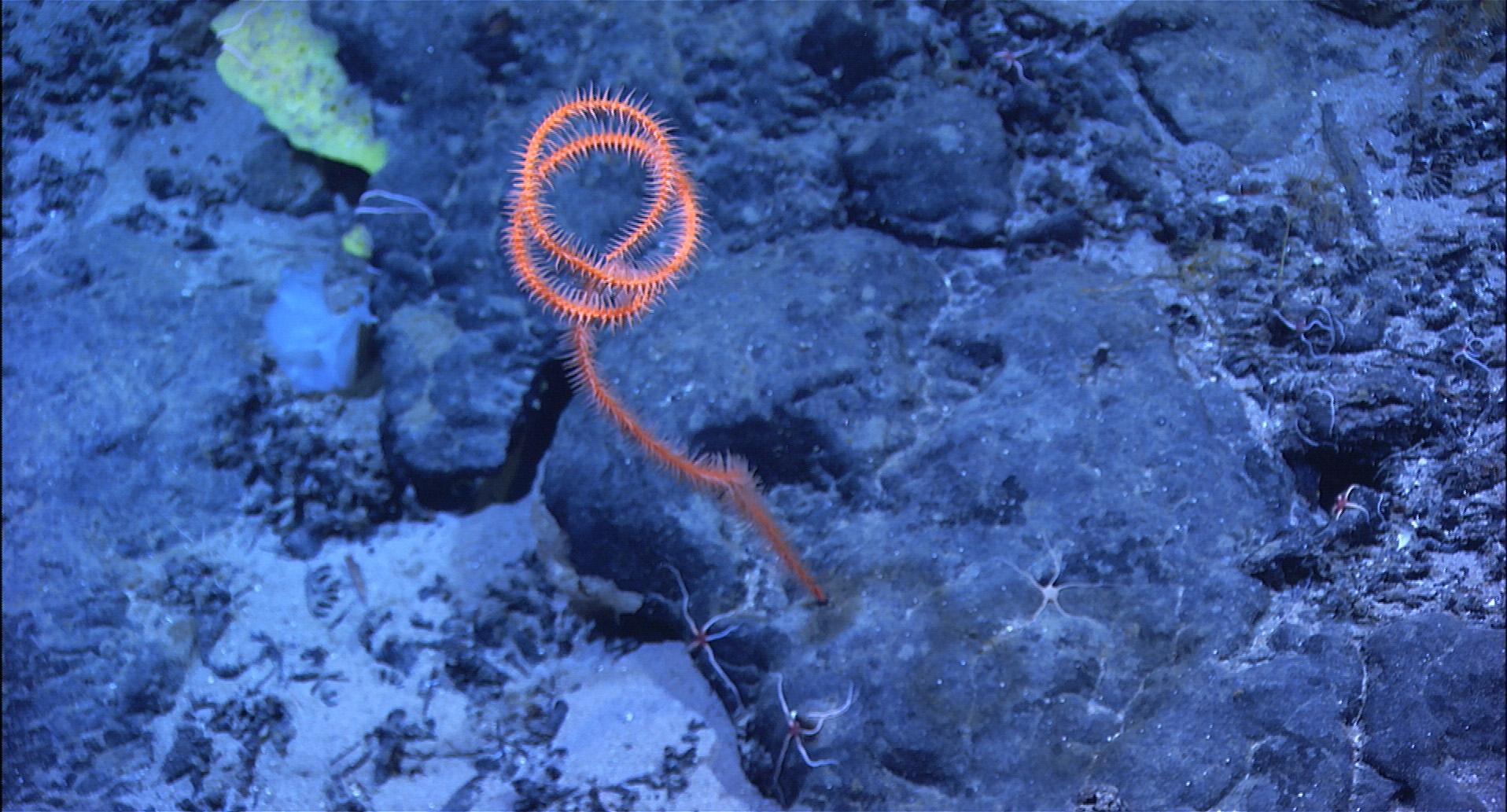
Stichopathes
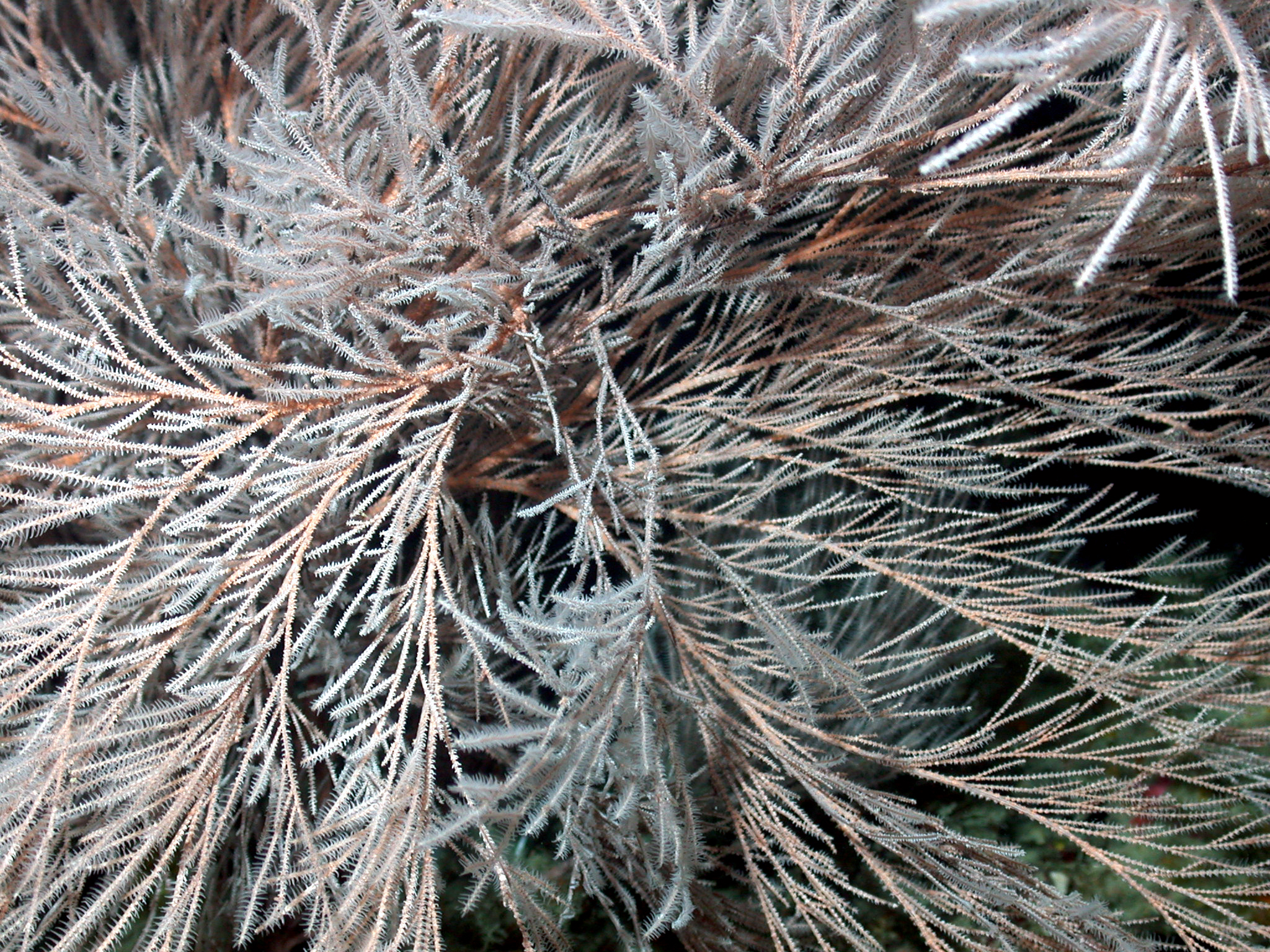
Aphanipathes
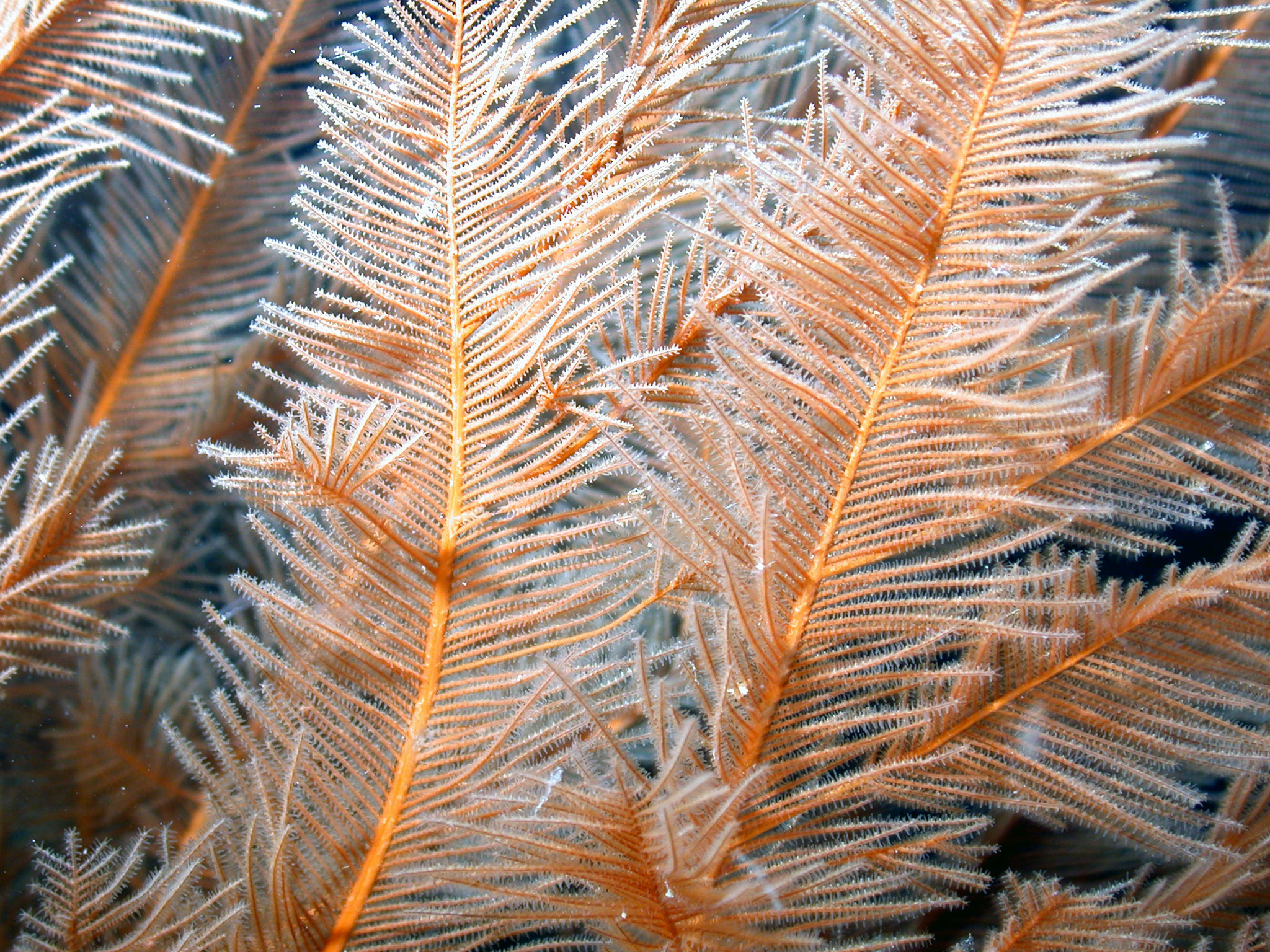
Plumapathes pennacea